# Степанов, Геннадий Викторович
Геннадий Викторович Степанов (род. 26 марта 1944 года, Ленинград, РСФСР, СССР) — советский и российский скульптор, академик Российской академии художеств (2006). Заслуженный работник культуры РСФСР (1991). Заслуженный работник культуры Таджикской ССР (1984)

## Биография
Родился 26 марта 1944 года в Ленинграде, живёт и работает в Санкт-Петербурге.
В 1972 году окончил Ленинградский государственный педагогический институт имени А. И. Герцена, в 1975 году — творческую мастерскую скульптуры Академии художеств СССР в Санкт-Петербурге, руководитель — Михаил Аникушин.
В 2006 году избран академиком Российской академии художеств (РАХ) по отделению скульптуры.
С 2001 по 2012 год — член президиума РАХ, с 2017 года — вице-президент РАХ.
С 1969 по 1972 год — лепщик-модельщик комбината декоративно-прикладного искусства и скульптуры Художественного фонда РСФСР. С 1972 по 1984 год — реставратор (1972—1981), директор (1981—1984) экспериментального скульптурно-производственного комбината Художественного фонда РСФСР.
С 1983 года — член Союза художников СССР, России.
С 1984 по 1987 год — директор Ленинградского художественного фонда РСФСР (Ленинградская организация Союза художников СССР).
С 1987 по 2000 год — генеральный директор Ленинградского завода художественного литья «Монументскульптура» Художественного фонда РСФСР (Союза художников России).
С 2006 года — член Международной федерации художников (секция — скульптура).
С 2000 по 2017 год — вице-президент, директор филиала Российской академии художеств в Санкт-Петербурге (творческая мастерская «Литейный двор»).

## Творческая деятельность
Основные проекты и произведения
Работы в области монументального искусства:

Автор многочисленных работ в области анималистической, монументально-декоративной, станковой и орнаментальной скульптуры на исторические здания, музеи-заповедники, парковые ансамбли, украшения:

Монументальный рельеф для фасада Дома культуры (1977 г., г. Уфа), Музей истории г. Киева (1982 г.), Новгородский государственный объединённый музей-заповедник (1985 г.), Вологодский областной краеведческий музей (1987 г.), Архангельское управление гражданской авиации (1981 г.), Мемориальный комплекс г. Татарск (1981 г.), Государственный музей-заповедник г. Павловск (1986 г.), Государственный музей-заповедник "Царское Село " г. Пушкин (1987—1989 гг.)

Памятники — архитектору Ю. Мелейко (1980 г., Санкт-Петербург), В. И. Ленину (в составе авторского коллектива, Вьетнам), В. И. Ленину (в составе авторского коллектива, Монгольская народная республика), Мемориальный ансамбль, посвященный павшим воинам в годы Великой Отечественной войны 1941—1945 (10 мемориальных ансамблей, в составе авторского коллектива, (1983—1986 гг.), г. Тирасполь, Молдавия, г. Чарджоу, г. Волгоград, г. Навои, г. Бухара, г. Душанбе, г. Андижан)

Памятники-бюсты — первому космонавту Ю. А. Гагарину (1985 г., Санкт-Петербург), Дэн Сяо Пину (2000 г., Пекин, КНР),

Герб РСФСР (1982 г., г. Кировск, административное здание ГККПСС и Горисполкома),

Монументальные скульптурные композиции — «Символ власти» (1991 г., Санкт-Петербург), «Скорбящая» (1999 г., Санкт-Петербург), мемориал погибшим морякам (Копенгаген), монумент «Победа» (1983 г., поселок Лунино Пензенской области), мемориальный памятник Б. И. Бурсову (1994 г., поселок Комарово Ленинградской области), мемориальная доска писателю Ярославу Гашеку (1987 г., Прага), воссоздание скульптурной композиции «Минерва» на главном куполе здания Академии художеств в Санкт-Петербурге (в составе авторского коллектива, 2003 г., Санкт-Петербург)

Участник воссоздания скульптурного убранства Кафедрального соборного храма Христа-Спасителя в Москве (1994—2000 гг.)
Работы в области станкового искусства:

бюст В. И. Ленина (1983 г., бронза), бюст Ю. А. Гагарина (1985 г., бронза), анималистические серии (1992—2014 гг.), серия «Животные — знаки зодиака» (2000—2014 гг.)
Станковые произведения находятся в музейных и частных собраниях России и зарубежных коллекциях.

## Награды
- Орден Дружбы (1996)
- Орден «Знак Почёта» (1986)
- Юбилейная медаль «Двадцать лет Победы в Великой Отечественной войне 1941—1945 гг.» (1965)
- Юбилейная медаль «50 лет Победы в Великой Отечественной войне 1941—1945 гг.» (1995)
- Медаль «Ветеран труда» (1987)
- Медаль «В память 300-летия Санкт-Петербурга» (2003)
- Заслуженный работник культуры РСФСР (1991)[1]
- Заслуженный работник культуры Таджикской ССР (1984)

Награды Русской Православной Церкви
- Памятная медаль «В память светлейшего князя А. Д. Меньшикова» (1997)
- Орден Преподобного Андрея Рублева III степени Русской Православной Церкви (2003)
- Орден «Александра Невского» (2005)
- Орден «Меценат» (2005)